# Diocesi di Molfetta-Ruvo-Giovinazzo-Terlizzi

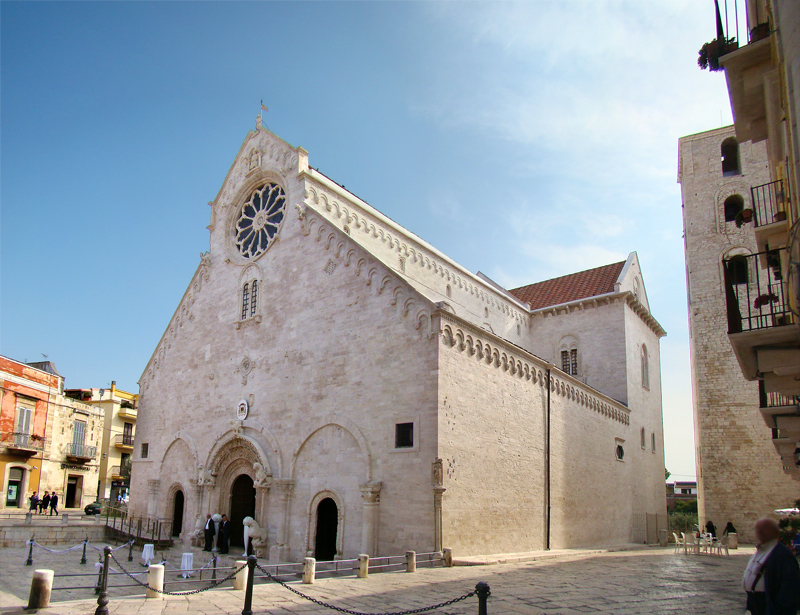
La concattedrale di Santa Maria Assunta a Ruvo di Puglia.

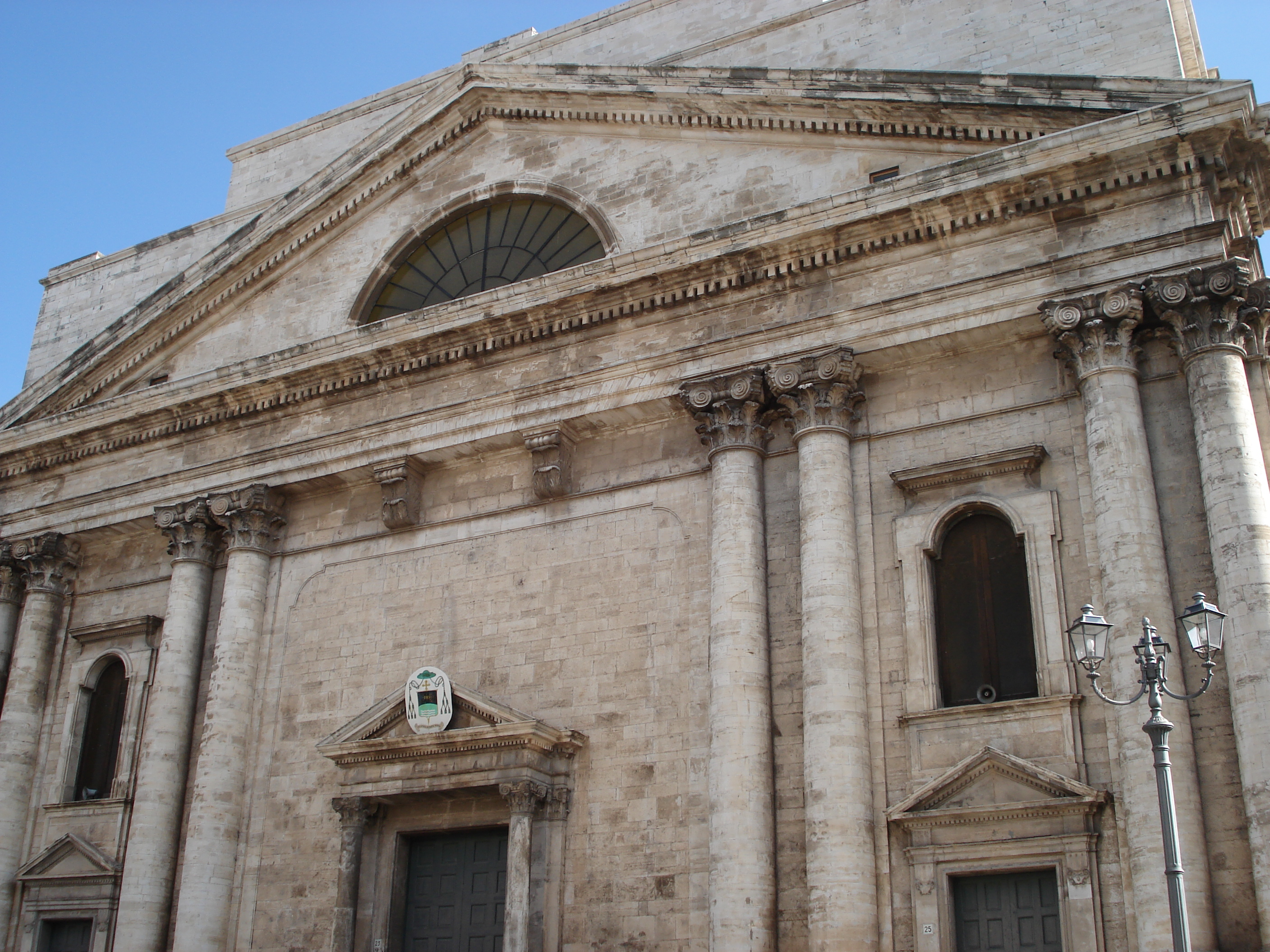
La concattedrale di San Michele arcangelo a Terlizzi.

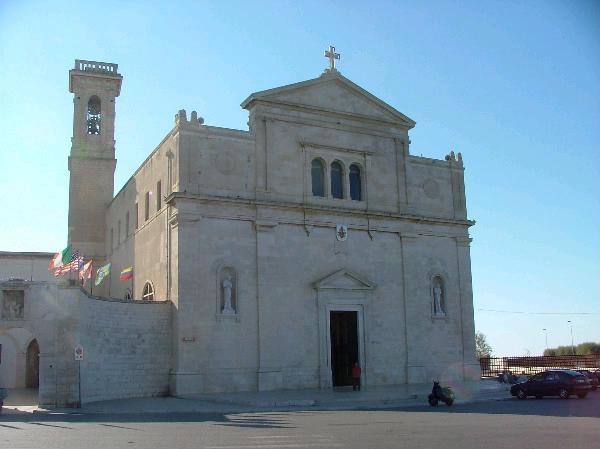
La basilica della Madonna dei Martiri a Molfetta.

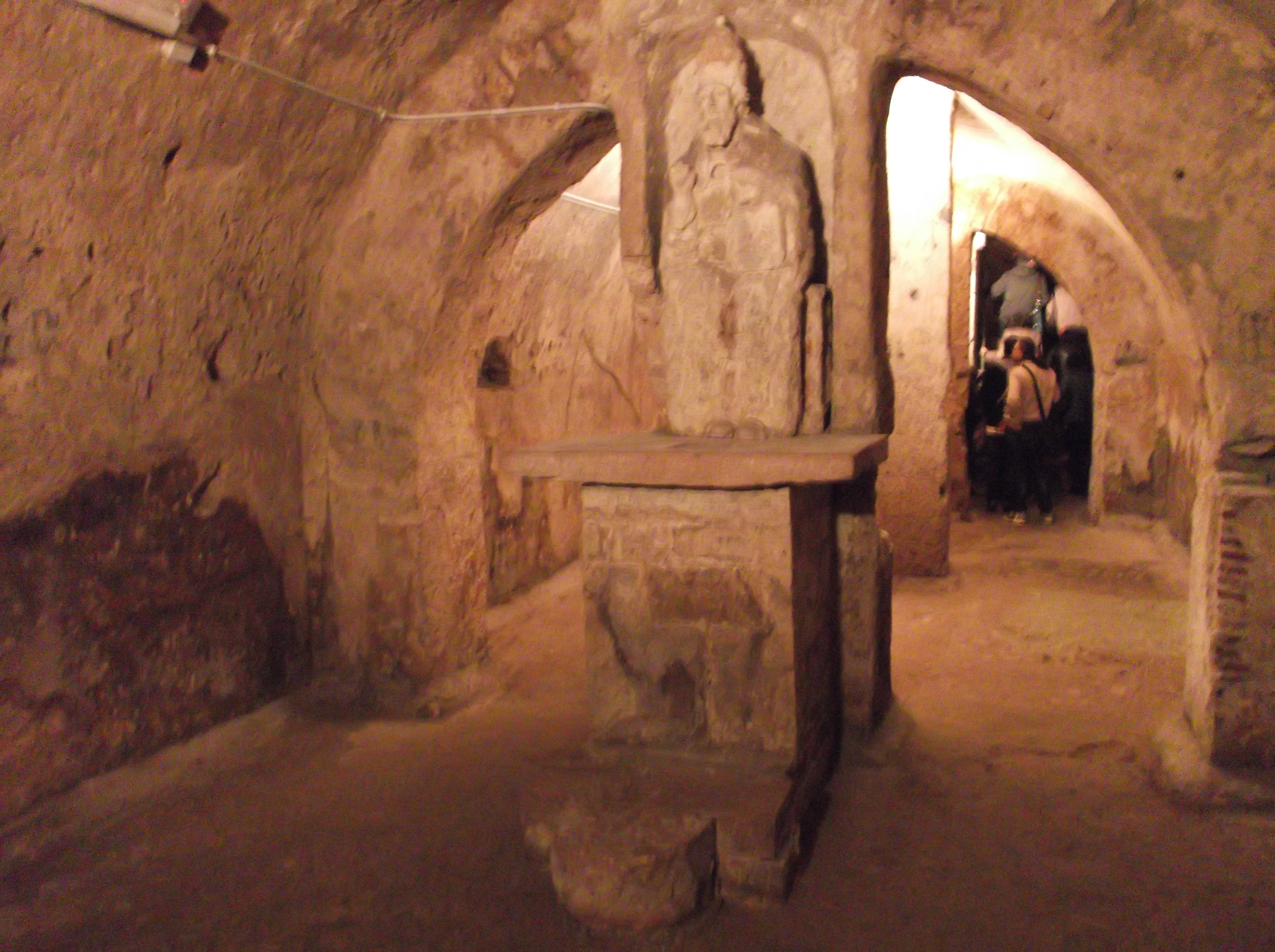
La grotta di San Cleto a Ruvo di Puglia.

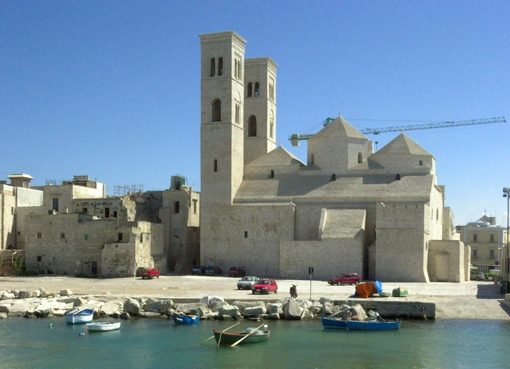
Il duomo di San Corrado, che fu cattedrale di Molfetta fino al 1785.

La diocesi di Molfetta-Ruvo-Giovinazzo-Terlizzi (in latino Dioecesis Melphictensis-Rubensis-Iuvenacensis-Terlitiensis) è una sede della Chiesa cattolica in Italia suffraganea dell'arcidiocesi di Bari-Bitonto appartenente alla regione ecclesiastica Puglia. Nel 2023 contava 125.758 battezzati su 128.730 abitanti. È retta dal vescovo Domenico Cornacchia.

## Patroni
Il patrono principale della diocesi è san Corrado di Baviera, monaco ed eremita, commemorato il 9 febbraio.
Patroni secondari sono, invece:
- san Biagio di Sebaste, vescovo e martire, commemorato il 3 febbraio;
- san Tommaso, apostolo, commemorato il 3 luglio;
- san Michele Arcangelo, commemorato il 29 settembre[1]

## Territorio
La diocesi comprende i comuni pugliesi di Molfetta, Ruvo, Giovinazzo e Terlizzi.
Confina ad ovest con l'arcidiocesi di Trani-Barletta-Bisceglie, a sud-ovest con la diocesi di Andria, a sud con la diocesi di Altamura-Gravina-Acquaviva delle Fonti e ad est con l'arcidiocesi di Bari-Bitonto.
Sede vescovile è la città di Molfetta, dove si trova la cattedrale di Santa Maria Assunta. Sempre a Santa Maria Assunta sono dedicate le concattedrali che sorgono a Ruvo e a Giovinazzo, mentre la concattedrale di Terlizzi è dedicata a San Michele arcangelo. A Molfetta sorgono anche il duomo di San Corrado e la basilica della Madonna dei Martiri.
Il territorio si estende su 442 km² ed è suddiviso in 36 parrocchie.

## Storia
L'odierna diocesi è frutto dell'unione di quattro antiche sedi episcopali attuata nel 1986.

### Ruvo
La tradizione attribuisce a san Pietro la fondazione della comunità cristiana di Ruvo e la consacrazione del suo primo vescovo, Cleto, che in seguito sarebbe asceso alla cattedra di Roma come terzo papa. Altri vescovi, la cui storicità però è molto incerta, si sarebbero avvicendati fino al 493.
Alcuni autori ipotizzano la nascita della diocesi fra VI e VII secolo in concomitanza con le testimonianze relative ad una chiesa detta di San Giovanni Rotondo sorta nell'area meridionale del centro abitato.
Una discussa bolla di papa Giovanni XIX del 1025 assegnerebbe Ruvo alla provincia ecclesiastica dell'arcidiocesi di Bari; questa decisione fu confermata da Alessandro II (1063) e Urbano II (1089).
Incerta è la serie dei vescovi di Ruvo fino alla fine dell'XI secolo. Ughelli, in base ad un Indiculus Rubensium episcoporum, riporta una serie di vescovi che la critica storica, a partire da Lanzoni, ritiene totalmente spuria. Primo vescovo storicamente documentato è Guiberto: nel 1071 prese parte, assieme a molti altri vescovi, alla solenne consacrazione della basilica abbaziale di Cassino; con il nome di Guislibertus è menzionato negli Annali di Lupo Protospatario all'anno 1082. Attorno al 1079, durante il suo episcopato, fu costruita la prima cattedrale, distrutta nel 1133 circa; l'attuale cattedrale risale alla fine del XII secolo, iniziata dal vescovo Daniele, ed è stata l'unica parrocchia con la cura animarum della città-diocesi di Ruvo fino al Novecento.
La diocesi corrispondeva infatti al solo territorio della città di Ruvo e molto esigue erano le rendite della mensa vescovile. Nel Cinquecento la sede episcopale fu retta da tre membri della famiglia de Mirto (1512-1589) che depauperarono i beni della Chiesa. Solo con i vescovi successivi si iniziò ad attuare i decreti di riforma del concilio di Trento, benché il seminario, a causa della povertà economica della diocesi, non fu mai eretto; furono celebrati dei sinodi diocesani, che tuttavia ebbero scarso effetto. Addirittura gli atti stampati del sinodo celebrato da Domenico Gallesi (1676-1679) furono bruciati dopo la sua morte per impedirne l'applicazione.
Il 27 giugno 1818 con la bolla De utiliori di papa Pio VII la diocesi di Ruvo fu unita aeque principaliter a quella di Bitonto.
Agli inizi del XX secolo, grazie anche al considerevole aumento demografico della città, furono istituite nuove parrocchie oltre a quella della cattedrale, tra cui quelle del Redentore, di San Giacomo, di San Domenico e di San Michele.
Il 30 settembre 1982 il vescovo Antonio Bello, già vescovo di Molfetta, Giovinazzo e Terlizzi, venne nominato anche vescovo di Ruvo: in questo modo la sede di Ruvo fu divisa da quella di Bitonto ed unita in persona episcopi alle sedi di Molfetta, Giovinazzo e Terlizzi.

### Terlizzi
Con la conquista normanna della Puglia, il casale rurale del locus Tillizo si trasformò in castrum, parte della contea di Giovinazzo. La sua importanza aumentò sempre più e grazie alle largizioni del conte Amico fu edificata la chiesa matrice di San Michele consacrata nel 1073 dal vescovo di Giovinazzo.
La chiesa ottenne larghe esenzioni e privilegi concessi dai conti di Giovinazzo, in particolare il privilegium exemptionis dai vescovi di Giovinazzo. La chiesa fu affidata ad un arciprete, affiancato da un collegio di canonici.
Nei secoli successivi numerosi furono gli scontri di giurisdizione tra i vescovi di Giovinazzo e gli arcipreti di Terlizzi, i primi per affermare i propri diritti sull'intero territorio diocesano e dunque anche su Terlizzi, il suo clero e le sue chiese, i secondi per difendere i privilegi di esenzione dall'autorità del vescovo giovinazzese.
L'annosa questione fu risolta da papa Benedetto XIV il 26 novembre 1749: in forza della bolla Unigenitus Dei Filius, il pontefice eresse la diocesi di Terlizzi ricavandone il territorio dalla diocesi di Giovinazzo; tre anni dopo, con decreto concistoriale del 24 aprile 1752, la nuova diocesi, suffraganea dell'arcidiocesi di Bari, fu unita aeque principaliter a quella giovinazzese. «In conseguenza dell'erezione della cattedra episcopale, la figura e la potestà (quasi vescovile) dell'arciprete furono ridimensionate a quelle del curato dell'unica parrocchia cittadina (rimasta tale fino al XX secolo) e prima dignità del capitolo cattedrale fu l'arcidiacono».
Nel 1782 fu demolita l'antica cattedrale romanica e si dette avvio alla costruzione della nuova cattedrale in stile neoclassico, che fu consacrata nel 1872.
Il 27 giugno 1818 con la bolla De utiliori, papa Pio VII dispose la soppressione della diocesi di Terlizzi e l'annessione del suo territorio a quello della diocesi di Molfetta. La diocesi fu restaurata il 4 marzo 1836 con la bolla Aeterni Patris di papa Gregorio XVI, che dispose l'unione aeque principaliter delle diocesi di Terlizzi e di Giovinazzo con quella di Molfetta, rendendole immediatamente soggette alla Santa Sede.
Nel 1885 la diocesi comprendeva tre sole parrocchie nel territorio terlizzese: la cattedrale di San Michele Arcangelo, San Gioacchino e Santa Maria di Sovereto.

### Giovinazzo
Incerte sono le origini della Chiesa di Giovinazzo. Una discussa bolla di papa Giovanni XIX del 1025 assegnerebbe Giovinazzo alla provincia ecclesiastica dell'arcidiocesi di Bari; questa decisione fu confermata da Alessandro II (1063) e Urbano II (1089). Dell'XI secolo sono noti diversi vescovi, il primo dei quali Grimoaldo, attestato nel 1034.
La cattedrale risale all'epoca normanna, tra il 1150 ed il 1180, e consacrata nel 1283, all'epoca del vescovo Giovanni II. Durante l'episcopato di Paolo De Mercurio (1731-1752) essa fu ristrutturata completamente in forme barocche.
Nella seconda metà dell'XI secolo, nella città e nel territorio giovinazzese arrivarono i benedettini che fondarono, prima del 1075, il monastero di Santa Maria di Corsignano e prima del 1078 quello di San Giovanni Battista. Nel XIII secolo giunsero anche i francescani, le clarisse e gli eremiti agostiniani.
Il vescovo spagnolo Juan Antolínez Brecianos de la Rivera (1549-1574) introdusse per primo in diocesi i decreti di riforma del concilio di Trento, attraverso la celebrazione di un sinodo diocesano nel 1566.
I conflitti di giurisdizione fra i vescovi di Giovinazzo e gli arcipreti di Terlizzi furono risolti a metà del Settecento. Il 26 novembre 1749 fu eretta la diocesi di Terlizzi con la bolla Unigenitus Dei Filius di papa Benedetto XIV ricavandone il territorio dalla diocesi di Giovinazzo, a cui fu unita aeque principaliter il 24 aprile 1752. Le due diocesi erano suffraganee dell'arcidiocesi di Bari e comprendevano unicamente le due città, sedi delle uniche parrocchie diocesane.
Il 27 giugno 1818 con la bolla De utiliori, papa Pio VII dispose la soppressione delle diocesi di Giovinazzo e di Terlizzi; il loro territorio fu annesso a quello della diocesi di Molfetta. Il vescovo di Giovinazzo e Terlizzi, Domenico Antonio Cimaglia, fu trasferito alla sede di Molfetta.
Su istanza del re Ferdinando II delle Due Sicilie, il 4 marzo 1836 papa Gregorio XVI con la bolla Aeterni Patris provvide a ristabilire le diocesi di Giovinazzo e Terlizzi, unendole entrambe aeque principaliter alla sede di Molfetta e rendendole immediatamente soggette alla Santa Sede.

### Molfetta
Incerte sono le origini della Chiesa di Molfetta. Una discussa bolla di papa Giovanni XIX del 1025 assegnerebbe Molfetta alla provincia ecclesiastica dell'arcidiocesi di Bari; questa decisione fu confermata dai successivi papi Alessandro II (1063) e Urbano II (1089). La dipendenza dalla sede metropolitana barese è ancora attestata da papa Eugenio III nel 1152.
Altrettanto incerta e dibattuta è la cronotassi episcopale molfettese a causa dell'omonimia dei nomi latini di Molfetta (Melfictensis) e di Melfi (Melfiensis), per cui sono stati nel tempo attribuiti a Molfetta vescovi di Melfi. Ughelli inizia la serie dei vescovi di Molfetta con il vescovo Giovanni che prese parte al concilio lateranense nel 1179. Diversi autori anticipano la cronotassi molfettese di un secolo, con un vescovo che prese parte alla solenne consacrazione della basilica abbaziale di Cassino, ma non c'è unanimità sul nome di questo vescovo: per alcuni è Giovanni, per altri è Baldovino, per altri ancora il suo nome è sconosciuto Holtzmann, continuatore dell'Italia pontificia di Kehr, pone l'inizio della serie episcopale di Molfetta con il vescovo Giovanni che nel 1136 concesse a Simeone, abate del monastero della Santissima Trinità di Cava, la chiesa di San Martino di Molfetta. Lo stesso vescovo è all'inizio delle cronotassi redatte da Cappelletti e da Gams.
Tra i vescovi del XII e XIII secolo si ricordano in particolare: un anonimo vescovo, che alcuni autori identificano con Riccardo (1155-1162), che aderì al partito dell'antipapa Vittore IV e per questo dovette per un certo periodo abbandonare la diocesi; Risando (1222-1271), personalità nota e stimata dai papi, i quali gli affidarono numerosi incarichi durante il suo episcopato, il più lungo della storia della diocesi; Angelo (1280-1287), della nobile famiglia romana dei Saraceni.
Un diploma del 1162 menziona per la prima volta alcune istituzioni che costituivano la struttura della Chiesa di Molfetta, «dando notizia delle dignità e degli uffici svolti da alcuni ecclesiastici molfettesi: compaiono l'arcidiacono, rettore dell'episcopio (perché è assente il vescovo), l'arciprete, i due primiceri, alcuni sacerdoti, l'avvocato dell'episcopio, un sacerdote con funzioni di notaio (primiscriniarius) e, infine, i chierici del collegio episcopale.»
La città, con il suo porto, fu uno degli approdi verso la Terra santa e gli Stati crociati. Questo favorì l'insediamento a Molfetta di numerose comunità religiose con i loro monasteri e i loro ospedali. Sorsero così «i monasteri benedettini (con gli attigui ospedali) di San Martino (1083), San Giacomo (1139), Santa Maria Maddalena (ante 1316) e dei canonici regolari (Santa Margherita, 1182), e i conventi dei francescani (San Francesco, XIII secolo) e degli osservanti (San Bernardino, 1451); né mancò la presenza dei templari (San Nicola, ante 1216), dei giovanniti (San Primo, ante 1263) e dei teutonici.» Accanto a questo, accrebbe l'importanza della città la fondazione del santuario di Santa Maria dei Martiri, attestata dal diploma del 1162. Tra i pellegrini diretti in Terra Santa si ricorda in modo particolare san Corrado, monaco cistercense, che morì a Modugno e divenne in seguito patrono di Molfetta.
Il 1º dicembre 1488 papa Innocenzo VIII, che era stato vescovo di Molfetta dal 1472 al 1484, concesse alla sua vecchia diocesi il privilegio di essere immediatamente soggetta alla Sede Apostolica.
Come per altre città-diocesi della Puglia, anche a Molfetta la cura delle anime della città era affidata unicamente al capitolo dei canonici della cattedrale, unica parrocchia della diocesi. Questa situazione si modificò nel corso del Seicento con l'istituzione nel 1663 della figura del "canonico curato", a cui fu affidata in forma stabile e unica la cura delle anime. Nel 1671, durante l'episcopato di Carlo Loffredo, fu eretta la seconda parrocchia diocesana, Santo Stefano, per la cura pastorale della popolazione del suburbio.
Nel 1571 il vescovo Maiorano Maiorani istituì a Molfetta un primo rudimentale seminario diocesano. I limiti dell'iniziativa si devono soprattutto ai problemi finanziari. La costituzione canonica di un seminario completo giunse nel 1714 durante l'episcopato di Fabrizio Salerno (1714-1754), ma fu approvata dalla Congregazione del Concilio solo nel 1725 e il possesso dei locali del seminario fu effettuato nel 1726. Nel 1785 il seminario trova una sistemazione definitiva nell'ex collegio dei Gesuiti.
Lo stesso vescovo Maiorano Maiorani (1566-1597) fu il primo, dopo molto tempo, a risiedere stabilmente in sede, in ottemperanza alle decisioni del concilio di Trento. Oltre al seminario, Maiorani indisse un sinodo diocesano nel 1570 e di lui restano due relazioni per le visite ad limina del 1592 e del 1595.
Sul finire del Settecento si rese necessario un riassetto delle strutture e dell'organizzazione diocesana. Il vescovo Gennaro Antonucci (1775-1804) trasferì l'episcopio nell'ex collegio dei gesuiti, la cui chiesa divenne la nuova cattedrale della diocesi (1785); inoltre soppresse la parrocchia di Santo Stefano e ne istituì due nuove, San Gennaro e la nuova cattedrale.
Il 5 febbraio 1799 la rivoluzione scoppia a Molfetta con la predicazione di un prete repubblicano, che venne ucciso dal popolo scandalizzato. In seguito, orde di facinorosi profanarono la chiesa di San Domenico e uccisero alcuni religiosi domenicani.
Nel 1818 alla diocesi di Molfetta furono annessi i territori delle soppresse diocesi di Giovinazzo e di Terlizzi. Tuttavia, nel 1836 le due antiche sedi furono ristabilite ed unite aeque principaliter a Molfetta.
Durante il processo di unificazione italiana, la diocesi di Molfetta rimase senza vescovi per un lungo periodo. Infatti, in seguito ai moti del 1848 il vescovo Giovanni Costantini dovette lasciare Molfetta; stessa sorte toccò al successore Nicola Guida, che morì in esilio a Napoli nel 1862; alla sua morte la diocesi rimase vacante per quasi cinque anni.
Il 7 novembre 1926 fu inaugurato a Molfetta il Pontificio seminario regionale, trasferito nei locali del seminario molfettese da Lecce, dove era stato fondato nel 1908. Due anni dopo il seminario accolse il concilio plenario dei vescovi della Puglia e ancora oggi è sede della Conferenza episcopale pugliese.
Il 20 ottobre 1980 papa Giovanni Paolo II con la bolla Qui Beatissimo Petro dispose che le diocesi di Molfetta, Giovinazzo e Terlizzi fossero di nuovo suffraganee dell'arcidiocesi di Bari.

### Le sedi unite
Il 4 settembre 1982 Antonio Bello fu nominato vescovo delle sedi di Molfetta, Giovinazzo e Terlizzi e il 30 settembre successivo anche della diocesi di Ruvo, unita così in persona episcopi alle tre precedenti sedi.
Il 30 settembre 1986 con il decreto Instantibus votis della Congregazione per i vescovi le quattro sedi di Molfetta, Ruvo, Giovinazzo e Terlizzi furono unite con la formula plena unione e la nuova circoscrizione ecclesiastica ha assunto il nome attuale.
Il 20 aprile 2018 la diocesi ha ricevuto la visita pastorale di papa Francesco.

## Cronotassi dei vescovi
Si omettono i periodi di sede vacante non superiori ai 2 anni o non storicamente accertati.

### Vescovi di Molfetta
- Anonimo ? † (menzionato nel 1071)

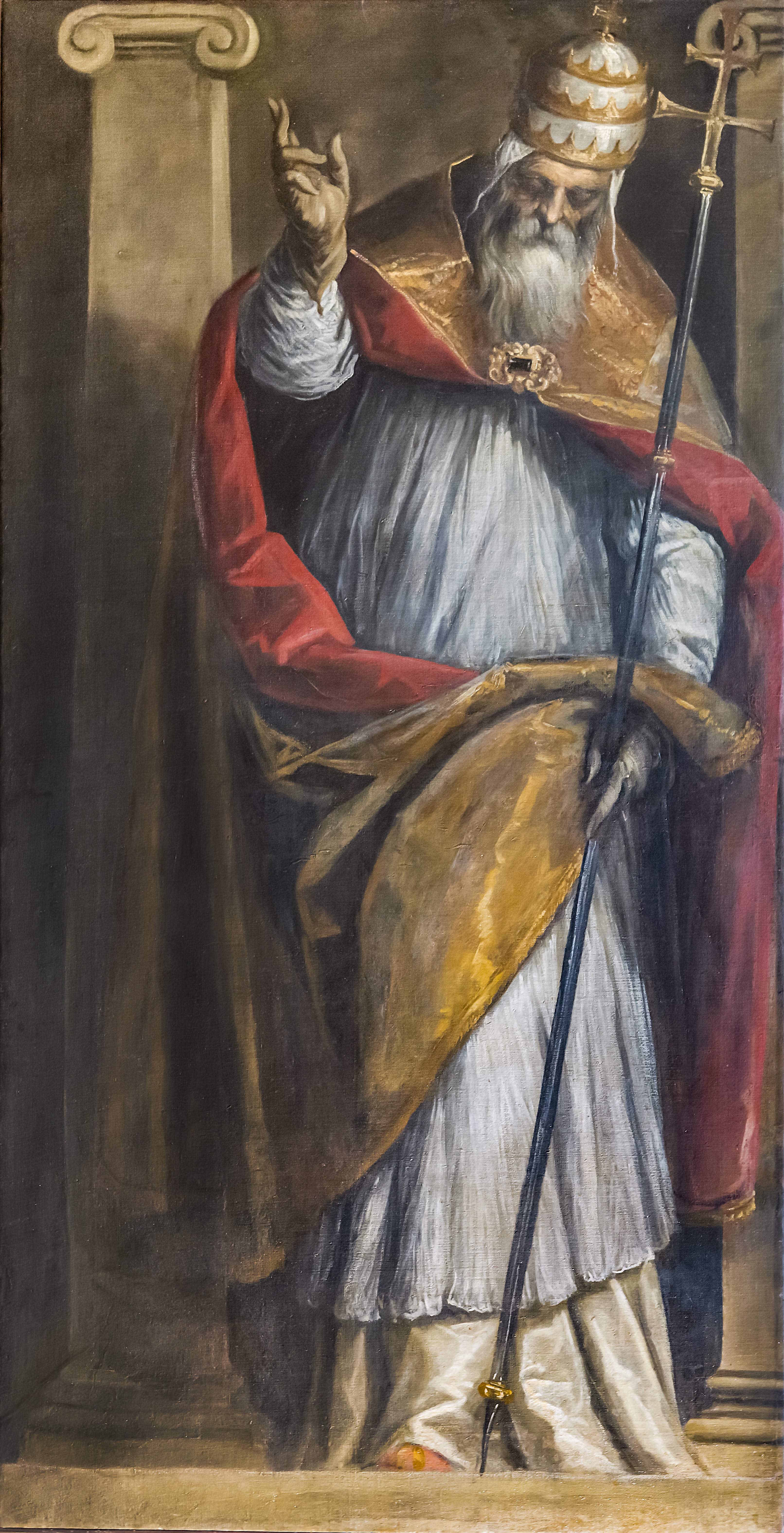
Papa Cleto, ritenuto dalla tradizione primo vescovo di Ruvo.

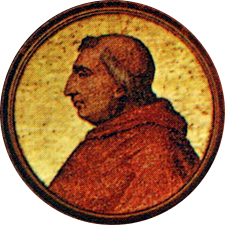
Papa Innocenzo VIII, nato Giovanni Battista Cybo, vescovo di Molfetta (1472 - 1484).

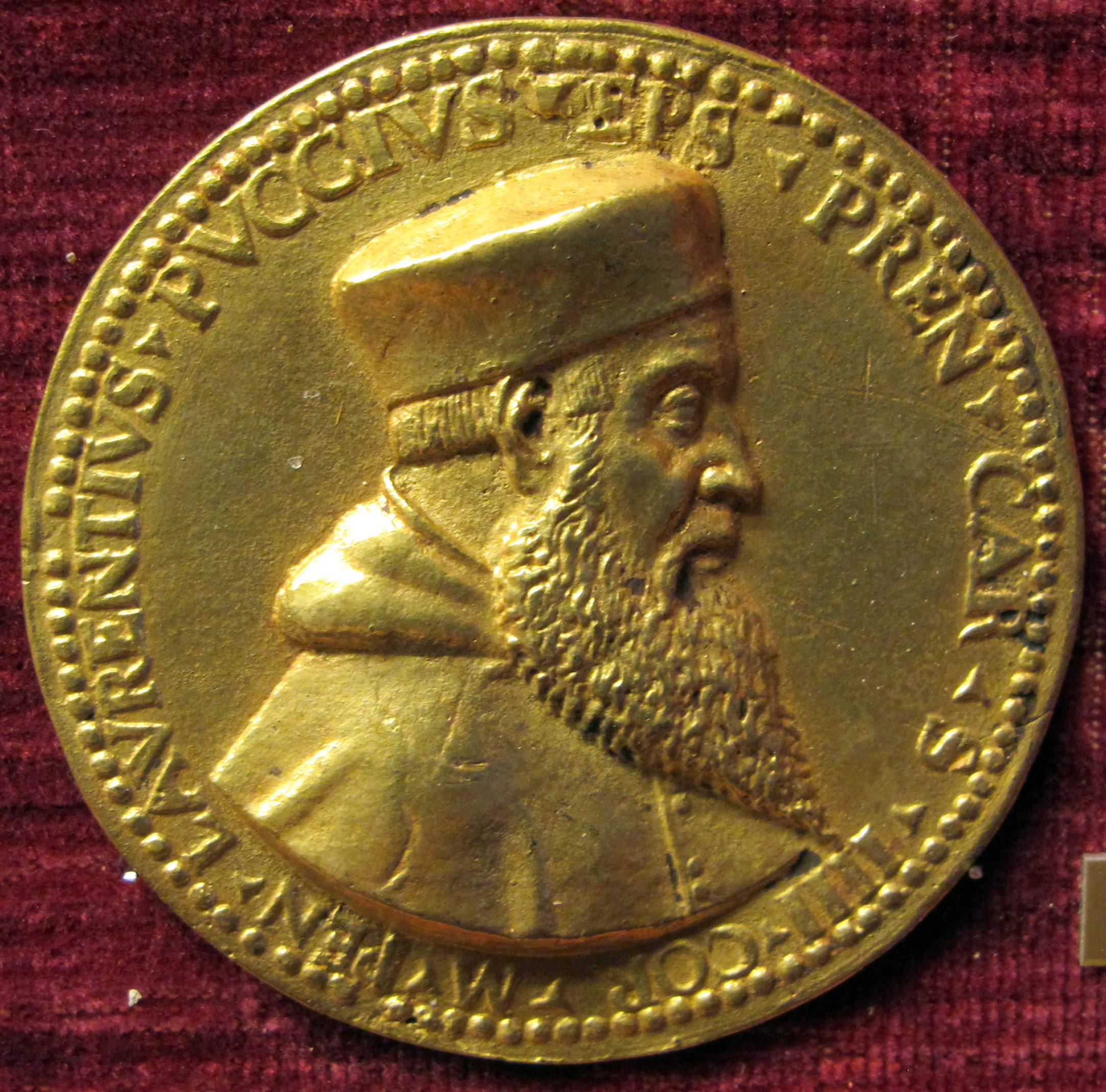
Lorenzo Pucci, amministratore apostolico di Giovinazzo (1º aprile - 21 agosto 1517).

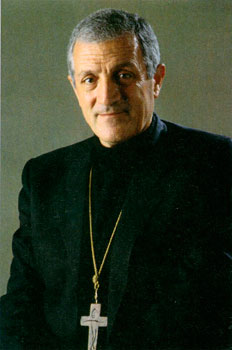
Antonio Bello, vescovo di Molfetta-Ruvo-Giovinazzo-Terlizzi (1982 - 1993).

- Giovanni I † (menzionato nel 1136)[23]
- Anonimo (Riccardo) † (prima del 1155 - dopo il 1162)[23][24]
- Giovanni II † (menzionato nel 1179)[25][26]
- Anonimo † (menzionato nel 1184/1188)[25]
- Anonimo † (menzionato come vescovo eletto ad agosto 1200)[25]
- Accarino † (prima di agosto 1205 - dopo giugno 1218)[25]
- Risando[27] † (prima di ottobre 1222 - 5 agosto 1271 deceduto)[25]
- Pietro † (prima del 18 ottobre 1271 - dopo luglio 1276)[28]
- Anonimo † (menzionato nel marzo 1279)[25]
- Angelo da Saraceno † (prima di settembre 1280[29] - dopo aprile 1287 deceduto)[25]
  - Ruggero di Stefanuzia (o di Nerenta) † (circa 1289 - 7 novembre 1290 dimesso) (amministratore apostolico)
  - Giacomo I † (1293 - ? deceduto) (vescovo eletto)
- Paolo, O.F.M. † (9 dicembre 1295 - dopo il 1303)[30]
- Giacomo II † (prima del 1321 - dopo il 1336)[31]
- Leone † (1344 - dopo il 1362 deceduto)
- Nicolò Albus † (8 gennaio 1375 - circa 1384 deposto)
- Simone Lopa † (prima di ottobre 1386 - 26 marzo 1401 nominato vescovo di Pozzuoli)
- Giovanni Brancia † (11 aprile 1401 - 7 agosto 1412 deceduto)
- Paolo di Giovinazzo † (circa 1412 - ? dimesso)
- Pietro Picci o Pizzo † (18 luglio 1421 - 1427 deceduto)
- Gentile Del Monte † (28 febbraio 1427 - 1432 deceduto)
- Andrea Della Rocca † (16 novembre 1433 - 1472 deceduto)
- Leonardo Palmieri † (23 luglio 1472 - 1472 deceduto)
- Giovanni Battista Cybo † (16 settembre 1472 - 29 agosto 1484 eletto papa con il nome di Innocenzo VIII)
- Angelo de Lacertis † (17 ottobre 1484 - 1508 deceduto)
- Alessio Celadoni di Celadonia † (7 giugno 1508 - 1517 deceduto)
- Ferdinando Ponzetti † (20 aprile 1517 - 12 luglio 1518 dimesso)
- Giacomo Ponzetti † (12 luglio 1518 - 1553 dimesso)
- Nicola Maiorani† (15 dicembre 1553 - 13 marzo 1566 dimesso)
- Maiorano Maiorani † (13 marzo 1566 - 31 luglio 1597 deceduto)
- Offredo Degli Offredi † (18 maggio 1598 - prima del 13 giugno 1606 deceduto)
- Giovanni Antonio Bovio, O.Carm. † (29 gennaio 1607 - 12 agosto 1622 deceduto)
- Giacinto Petronio, O.P. † (5 settembre 1622 - 6 settembre 1647 deceduto)
- Giovanni Tommaso Pinelli, C.R. † (18 maggio 1648 - 29 marzo 1666 nominato vescovo di Albenga)
- Francesco de' Marini † (29 marzo 1666 - prima del 6 ottobre 1670 dimesso[32])
- Carlo Loffredo, C.R. † (6 ottobre 1670 - 26 novembre 1691 nominato arcivescovo di Bari)
- Pietro Vecchia, O.S.B. † (19 dicembre 1691 - luglio 1695 deceduto)
  - Domenico Belisario de Bellis † (23 febbraio 1696 - 17 gennaio 1701 deceduto) (amministratore apostolico)
- Giovanni degli Effetti † (18 luglio 1701 - 1712 deceduto)
- Fabrizio Antonio Salerno † (17 settembre 1714 - 14 aprile 1754 deceduto)
- Celestino Orlandi, O.S.B.Cel. † (16 settembre 1754 - prima dell'8 luglio 1775 deceduto)
- Gennaro Antonucci † (13 novembre 1775 - 21 marzo 1804 deceduto)
  - Sede vacante (1804-1818)
- Domenico Antonio Cimaglia † (2 ottobre 1818 - luglio 1819 deceduto)
- Filippo Giudice Caracciolo, C.O. † (21 febbraio 1820 - 15 aprile 1833 nominato arcivescovo di Napoli)
  - Sede vacante (1833-1837)

### Vescovi di Giovinazzo
- Grimoaldo † (menzionato nel 1034)[33]
- Pietro I † (circa 1043 - dopo il 1058)[34]
- Giacinto † (menzionato nel 1066)[35]
- Giovanni I † (prima del 1071 - dopo il 1075)
- Pietro II † (menzionato nel 1096)
- Bernerio † (menzionato nel 1113)
- Orso † (prima del 1124 - dopo il 1134)[36]
- Berto † (prima del 1172 - 1178 ? deceduto)[37]
- Paolino † (documentato dal 1180 a marzo 1202)[38]
- Anonimo † (menzionato nel 1207)[39]
- Anonimo † (menzionato nel 1215)[39]
- Maraldizio † (prima di giugno 1217 - dopo aprile 1218)[39][40]
- Palmerio † (19 giugno 1226[41] - dopo agosto 1246)[39]
- Leonardo da Sermoneta, O.Cist. † (20 febbraio 1253 - dopo luglio 1274)[39]
  - Salvio † (1275) (vescovo eletto)[42]
- Giovanni II, O.F.M. † (1278 - giugno 1304 deceduto)
- Giovanni III, O.F.M. † (1304 - 8 gennaio 1321 deceduto)
- Guglielmo Alveniacci, O.F.M. † (prima del 1329 - circa 1332 deceduto)
- Giacomo Morola (o Moroni) † (29 marzo 1333 - ? deceduto)
- Giovanni IV † (menzionato nel 1342)
- Giacomo Carrubba † (1343 - 1350 deceduto)
- Raimondo, O.E.S.A. † (1º dicembre 1350 - ?)
- Bernardo † (menzionato nel 1365 ?)
- Antonio Cipolloni, O.P. † (circa 1380 - 1384 nominato vescovo di Fiesole)
- Nicola † (21 maggio 1386 - 1390 deceduto)
- Rolandino Malatacchi, O.E.S.A. † (24 ottobre 1390 - ?)
- Grimaldo de Turcolis † (14 ottobre 1395 - ?)
- Sisto Coleta, O.F.M. † (1399 - 1414 deceduto)
  - Sede vacante (1414-1433)
- Pietro da Orvieto † (13 luglio 1433 - ? deceduto)
  - Antonio Cerdá y Lloscos, O.SS.T. † (6 giugno 1455 - 1457 o 1458 dimesso) (amministratore apostolico)
- Ettore Galgano † (27 febbraio 1458 - 1462 deceduto)
- Marino Morola (o Moroni) † (1º ottobre 1462 - 5 giugno 1472 nominato vescovo di Sant'Agata de' Goti)
- Pietro Antici Mattei † (5 giugno 1472 - circa 1496 deceduto)
- Giustino Planca † (9 dicembre 1496 - circa 1517 dimesso)
  - Lorenzo Pucci † (1º aprile 1517 - 21 agosto 1517 dimesso) (amministratore apostolico)
- Marcello Planca † (21 agosto 1517 - 1528 deceduto)
- Ludovico Furconio † (4 dicembre 1528 - 1549 dimesso)
- Juan Antolínez Brecianos de la Rivera † (25 ottobre 1549 - 1574 dimesso)
- Sebastiano Barnaba † (25 giugno 1574 - 17 agosto 1579 nominato vescovo di Potenza)
- Luciano de Rubeis † (20 ottobre 1581 - 23 gennaio 1589 nominato vescovo di Mazara del Vallo)
- Giovanni Antonio Viperano † (17 maggio 1589 - 23 marzo 1610 deceduto)
- Gregorio Santacroce, O.S.B. † (marzo 1610 succeduto - 1610 o 1611 deceduto)
- Giulio Masi † (18 maggio 1611 - 19 luglio 1627 nominato vescovo di Monopoli)
  - Sede vacante (1627-1637)
- Carlo Maranta † (7 settembre 1637 - 24 settembre 1657 nominato vescovo di Tropea)
- Michelangelo Vaginari, O.F.M. † (9 giugno 1659 - circa 1667 o 1668 deceduto)
  - Sede vacante (1667/68-1671)
- Agnello Alferi, O.F.M. † (18 marzo 1671 - agosto 1692 deceduto)
- Giacinto Gaetano Chiurlia, O.P. † (24 agosto 1693 - 23 marzo 1730 deceduto)
- Paolo De Mercurio † (18 giugno 1731 - 2 febbraio 1752 deceduto)

### Vescovi di Giovinazzo e Terlizzi
- Giuseppe Orlandi, O.S.B.Cel. † (24 aprile 1752 - 15 aprile 1776 deceduto)
- Michele Continisio † (16 dicembre 1776 - maggio 1810 deceduto)
  - Sedi vacanti (1810-1818)
- Domenico Antonio Cimaglia † (25 maggio 1818 - 2 ottobre 1818 nominato vescovo di Molfetta)
  - Sedi soppresse (1818-1835)

### Vescovi di Molfetta, Giovinazzo e Terlizzi
- Giovanni Costantini † (19 maggio 1837 - 19 gennaio 1852 deceduto)
- Nicola Guida † (27 settembre 1852 - 6 dicembre 1862 deceduto)
  - Sede vacante (1862-1867)
- Gaetano Rossini † (27 marzo 1867 - 4 gennaio 1890 deceduto)
- Pasquale Corrado † (4 gennaio 1890 - 6 dicembre 1894 deceduto)
- Pasquale Picone † (18 marzo 1895 - 5 settembre 1917 deceduto)
- Giovanni Jacono † (2 luglio 1918 - 18 marzo 1921 nominato vescovo di Caltanissetta)
- Pasquale Gioia, C.R.S. † (30 settembre 1921 - 2 aprile 1935 deceduto)
- Achille Salvucci † (17 ottobre 1935 - 18 marzo 1978 deceduto)[43]
- Aldo Garzia † (18 marzo 1978 succeduto - 15 giugno 1982 nominato vescovo di Gallipoli e vescovo coadiutore di Nardò)
- Antonio Bello † (4 settembre 1982 - 30 settembre 1986 nominato vescovo di Molfetta-Ruvo-Giovinazzo-Terlizzi)

### Vescovi di Ruvo
- San Cleto ? †
- Adriano Germando ? †[44]
- Giovanni I ? †
- Brocardo Piellio ? † (340)[44]
- Epigonio ? †[45]
- San Procopio ? † (431)
- Giovanni II ? † (493)
- Reinaldo † (969)[senza fonte]
- Gioacchino de Zonici ? † (1009 - ?)[46]
- Abiatar Barghettini ? †[46]
- Guiberto, O.S.B. † (prima del 1071 - dopo il 1082)[47]
- Pietro Gargenti ? † (menzionato nel 1100)[46]
- Ugo † (menzionato nel 1121)[48]
- Orso † (prima del 1162 - dopo il 1163)
- Daniele † (prima del 1177 - dopo il 1183)[49]
- Anonimo † (menzionato nel 1207)[49]
- Anonimo † (menzionato nel 1215)[49]
- Anonimo † (menzionato nel 1217)[50]
- Anonimo † (menzionato fra aprile 1225 e giugno 1226)[49]
- Anonimo[51] † (? - dicembre 1235 dimesso)[49]
- Paolo de Nolles ? † (1241 - ?)[52]
- Manditto † (prima di agosto 1258 - dopo novembre 1266)[49]
- Rainaldo † (prima di ottobre 1271 - dopo giugno 1273)[49]
- Manfredo † (prima del 1277/1278 - dopo il 1279)[49]
- Pietro de Gabrielli † (prima del 1295 - dopo il 1304)
- Nicola de Gabrielli † (menzionato nel 1318)
- Maggiore da Giovinazzo † (menzionato nel 1323)
- Giovanni III † (menzionato nel 1327)
- Guglielmo † (menzionato nel 1330)
- Nicola Perrese † (1336 - 1343 deceduto)
- Giovanni IV † (4 febbraio 1344 - 1348 deceduto)
- Stefano, O.F.M. † (26 gennaio 1349 - 1390 deceduto)
- Antonio † (24 marzo 1390 - 1398 deceduto)
- Sisto Coletti, O.F.M. † (8 marzo 1399 - 1399 nominato vescovo di Giovinazzo)
- Domenico Orsi † (1399 - circa 1414 deceduto)
- Simone da Brindisi, O.F.M. † (26 gennaio 1418 - 7 aprile 1431 nominato vescovo di Alessano)
- Pietro Rosa † (17 dicembre 1432 - 1443 deceduto)
- Cristoforo di San Pietro, O.F.M. † (11 dicembre 1443 - ?)
- Pietro Santorio † (26 gennaio 1452 - 3 settembre 1469 deceduto)
- Antonio Coletti † (6 ottobre 1469 - 1480 deceduto)
- Antonio Rocca † (10 ottobre 1480 - 1486 deceduto)
- Francesco Spalluccia † (2 ottobre 1486 - 1512 deceduto)
- Giuliano de Mirto † (1512 - 1520 dimesso)
- Giovanni Francesco de Mirto † (19 marzo 1520 - 1578 dimesso)
- Orazio de Mirto † (9 aprile 1578 - 1589 deposto)
- Gaspare Pasquali, O.F.M.Conv. † (3 luglio 1589 - 31 maggio 1604 nominato vescovo di Rieti)
- Giuseppe Saluzzo † (13 settembre 1604 - 29 dicembre 1620 deceduto)
- Cristoforo Memmolo, C.R. † (29 marzo 1621 - maggio 1646 deceduto)
- Marco Romano, C.R. † (19 novembre 1646 - 25 settembre 1649 deceduto)
- Ferdinando Apicello † (2 maggio 1650 - 28 agosto 1656 nominato vescovo di Larino)
- Giovanni Battista Volpi † (16 ottobre 1656 - 22 giugno 1663 deceduto)
- Gabriele Tontoli † (24 settembre 1663 - novembre 1665 deceduto)
- Giuseppe Caro † (11 gennaio 1666 - circa settembre 1671 deceduto)
- Sebastiano D'Alessandro, O.Carm. † (15 gennaio 1672 - 29 dicembre 1672 deceduto)
- Domenico Sorrentino † (13 marzo 1673 - 27 aprile 1676 nominato vescovo di Vulturara)
- Domenico Gallesi † (22 giugno 1676 - 11 ottobre 1679 deceduto)
- Giovanni Domenico Giannoni Alitto † (11 marzo 1680 - 1º giugno 1698 deceduto)
- Francesco Morgione † (19 dicembre 1698 - 18 maggio 1705 nominato vescovo di Minori)
- Bartolomeo Gambadoro † (14 dicembre 1705 - 14 agosto 1730 deceduto)
- Giulio de Turris † (12 febbraio 1731 - 24 giugno 1759 deceduto)
- Pietro Ruggieri † (24 settembre 1759 - 30 aprile 1807 deceduto)
  - Sede vacante (1807-1818)
  - Sede unita aeque principaliter con Bitonto (1818-1982)
- Antonio Bello † (30 settembre 1982 - 30 settembre 1986 nominato vescovo di Molfetta-Ruvo-Giovinazzo-Terlizzi)

### Vescovi di Molfetta-Ruvo-Giovinazzo-Terlizzi
- Antonio Bello † (30 settembre 1986 - 20 aprile 1993 deceduto)
- Donato Negro (22 dicembre 1993 - 29 aprile 2000 nominato arcivescovo di Otranto)
- Luigi Martella † (13 dicembre 2000 - 6 luglio 2015 deceduto)
- Domenico Cornacchia, dal 15 gennaio 2016

## Vescovi oriundi della diocesi
Elenco di alcuni sacerdoti della diocesi diventati vescovi:
- Beniamino Depalma, C.M. (Giovinazzo, 15 maggio 1941), arcivescovo di Amalfi-Cava de' Tirreni (1990-1999) e di Nola (1999-2016)
- Felice di Molfetta (Terlizzi, 7 aprile 1940), vescovo di Cerignola-Ascoli Satriano (2000-2015)
- Nicola Girasoli (Ruvo di Puglia, 21 luglio 1957), arcivescovo titolare di Egnazia Appula e nunzio apostolico
- Vincenzo Turturro (Bisceglie, 7 ottobre 1978), arcivescovo titolare di Ravello e nunzio apostolico

## Statistiche
La diocesi nel 2023 su una popolazione di 128.730 persone contava 125.758 battezzati, corrispondenti al 97,7% del totale.
| anno                                         | popolazione | popolazione | popolazione | presbiteri | presbiteri | presbiteri | presbiteri                | diaconi | religiosi | religiosi | parrocchie |
| anno                                         | battezzati  | totale      | %           | numero     | secolari   | regolari   | battezzati per presbitero | diaconi | uomini    | donne     | parrocchie |
| -------------------------------------------- | ----------- | ----------- | ----------- | ---------- | ---------- | ---------- | ------------------------- | ------- | --------- | --------- | ---------- |
| diocesi di Ruvo e Bitonto                    |             |             |             |            |            |            |                           |         |           |           |            |
| 1950                                         | 86.800      | 87.000      | 99,8        | 80         | 75         | 5          | 1.085                     |         | 5         | 102       | 21         |
| 1970                                         | 70.200      | 70.457      | 99,6        | 58         | 52         | 6          | 1.210                     |         | 7         | 185       | 25         |
| 1980                                         | 79.850      | 80.102      | 99,7        | 50         | 44         | 6          | 1.597                     |         | 11        | 130       | 26         |
| diocesi di Molfetta, Giovinazzo e Terlizzi   |             |             |             |            |            |            |                           |         |           |           |            |
| 1950                                         | 89.900      | 90.000      | 99,9        | 105        | 83         | 22         | 856                       |         | 30        | 150       | 15         |
| 1970                                         | 103.581     | 104.081     | 99,5        | 94         | 69         | 25         | 1.101                     |         | 46        | 213       | 21         |
| 1980                                         | 110.140     | 110.643     | 99,5        | 82         | 64         | 18         | 1.343                     |         | 21        | 164       | 28         |
| diocesi di Molfetta-Ruvo-Giovinazzo-Terlizzi |             |             |             |            |            |            |                           |         |           |           |            |
| 1990                                         | 135.908     | 136.828     | 99,3        | 97         | 84         | 13         | 1.401                     | 1       | 16        | 140       | 36         |
| 1999                                         | 137.105     | 138.269     | 99,2        | 99         | 77         | 22         | 1.384                     | 6       | 25        | 137       | 36         |
| 2000                                         | 136.604     | 137.774     | 99,2        | 97         | 73         | 24         | 1.408                     | 7       | 27        | 135       | 36         |
| 2001                                         | 136.240     | 137.405     | 99,2        | 93         | 71         | 22         | 1.464                     | 7       | 25        | 137       | 36         |
| 2002                                         | 134.912     | 136.082     | 99,1        | 91         | 72         | 19         | 1.482                     | 8       | 20        | 98        | 36         |
| 2003                                         | 135.208     | 136.383     | 99,1        | 91         | 73         | 18         | 1.485                     | 8       | 19        | 104       | 36         |
| 2004                                         | 134.734     | 135.905     | 99,1        | 99         | 75         | 24         | 1.360                     | 8       | 25        | 98        | 36         |
| 2013                                         | 132.513     | 133.530     | 99,2        | 103        | 80         | 23         | 1.286                     | 10      | 23        | 97        | 36         |
| 2016                                         | 131.915     | 132.826     | 99,3        | 94         | 74         | 20         | 1.403                     | 9       | 38        | 117       | 36         |
| 2019                                         | 128.792     | 131.297     | 98,1        | 91         | 72         | 19         | 1.415                     | 9       | 31        | 109       | 36         |
| 2021                                         | 127.148     | 130.161     | 97,7        | 89         | 70         | 19         | 1.428                     | 7       | 29        | 100       | 36         |
| 2023                                         | 125.758     | 128.730     | 97,7        | 87         | 69         | 18         | 1.445                     | 7       | 33        | 106       | 36         |